# Zdeněk Černík (fotbalista)
Zdeněk Černík (* 19. března 1947) je bývalý český fotbalový obránce.

## Hráčská kariéra
V československé lize hrál za VCHZ Pardubice, aniž by skóroval. Debutoval v neděli 11. srpna 1968 v Pardubicích proti Lokomotívě Košice (výhra 4:0). Naposled nastoupil v sobotu 29. března 1969 v domácím zápase proti pražské Spartě (nerozhodně 0:0).

### Prvoligová bilance
| Ročník             | Zápasy | Góly | Minuty | Klub              |
| ------------------ | ------ | ---- | ------ | ----------------- |
| I. liga 1968/69    | 8      | 0    | 594    | TJ VCHZ Pardubice |
| CELKEM I. ČS. LIGA | 8      | 0    | 594    |                   |